# Halichondria pontica
Halichondria pontica är en svampdjursart som först beskrevs av Voldemar Czerniavsky 1880.  Halichondria pontica ingår i släktet Halichondria och familjen Halichondriidae.
Artens utbredningsområde är Svarta Havet. Inga underarter finns listade i Catalogue of Life.